# Antiblemma vacca
Antiblemma vacca är en fjärilsart som beskrevs av William Schaus 1901. Antiblemma vacca ingår i släktet Antiblemma och familjen nattflyn. Inga underarter finns listade i Catalogue of Life.